# Eugenia Koss
Eugenia Koss z Pionów (ur. 27 października 1806 w Paryżu, zm. 22 czerwca 1849 w Warszawie) – polska tancerka i aktorka.

## Życiorys
Była córką Antoniego Klaudiusza Piona i Anne Pauli. Uczyła się pod kierunkiem brata Maurice’a w warszawskiej szkole baletowej.
Zadebiutowała 6 września 1828 w teatrze w Warszawie. Jej pierwszą rolą była otrzymana 18 września 1830 rola w balecie Złota gałązka. Występowała jako aktorka w komediach francuskich. Pierwszą główną rolę dostała 21 czerwca 1834 w balecie Igraszki Kupidyna. Jako pierwsza tancerka wystąpiła m.in. jako Leora w Jeniuszu różowym, Viviana w Rycerzu i wieszczce, Bryzeida w Marsie i Florze oraz w partiach tytułowych jako Mleczarka szwajcarska oraz Amazylla. Zyskała sławę dzięki tytułowej roli w Mimili, czyli Styryjczykach. Ostatni raz wystąpiła 22 września 1842 jako Wiktor w Paziach księcia Vendóme.
W dniu 17 lipca 1833 zawarła związek małżeński z aktorem Ignacym Kossem.